# Sensibilidade ao glúten não-celíaca
Sensibilidade ao glúten não-celíaca (NCGS) ou sensibilidade ao glúten é "uma entidade clínica induzida pela ingestão de glúten levando a sintomas intestinais e/ou extra-intestinais que melhoram assim que o alimento contendo glúten é removido da dieta, e doença celíaca e alergia ao trigo foram excluídas".
O NCGS está incluído no espectro de distúrbios relacionados ao glúten. A definição e os critérios de diagnóstico da sensibilidade ao glúten não-celíaca foram debatidos e estabelecidos por três conferências de consenso. No entanto, a partir de 2019, ainda havia muito debate na comunidade científica sobre se NCGS era ou não um distúrbio clínico distinto.
A patogênese do NCGS não é bem compreendida, mas a ativação do sistema imunológico inato, os efeitos citotóxicos diretos do glúten e provavelmente de outros componentes do trigo, estão implicados. Há evidências de que não apenas a gliadina (o principal antígeno citotóxico do glúten), mas também outras proteínas chamadas ATIs que estão presentes em cereais contendo glúten (trigo, centeio, cevada e seus derivados) podem ter um papel no desenvolvimento dos sintomas. ATIs são ativadores potentes do sistema imunológico inato. Os FODMAPs, especialmente os frutanos, estão presentes em pequenas quantidades em grãos contendo glúten e foram identificados como uma possível causa de alguns sintomas gastrointestinais em pacientes com NCGS.  Em 2019, as revisões concluíram que, embora os FODMAPs possam desempenhar um papel no NCGS, eles explicam apenas alguns sintomas gastrointestinais, como inchaço, mas não os sintomas extra-digestivos que as pessoas com NCGS podem desenvolver, como distúrbios neurológicos, fibromialgia, psicológicos distúrbios e dermatite.
Por essas razões, a NCGS é uma condição clínica controversa e alguns autores ainda a questionam. Foi sugerido que "sensibilidade não-celíaca ao trigo" é um termo mais apropriado, sem esquecer que outros cereais contendo glúten estão implicados no desenvolvimento dos sintomas.
NCGS é a síndrome mais comum de distúrbios relacionados ao glúten com taxas de prevalência entre 0,5% -13% na população em geral. Como não existe nenhum biomarcador para o diagnóstico desta condição, o seu diagnóstico é feito por exclusão de outras doenças relacionadas com o glúten, nomeadamente excluindo a doença celíaca e a alergia ao trigo. Muitas pessoas não foram diagnosticadas seguindo critérios estritos e há um "modismo" no recente aumento da popularidade da dieta sem glúten, o que leva a debates em torno das evidências dessa condição, sua relação com a doença celíaca e a síndrome do intestino irritável. Pessoas com sensibilidade ao glúten não-celíaca permanecem, habitualmente, sem serem reconhecidas pelos especialistas e sem cuidados médicos e tratamentos adequados. A maioria dessas pessoas tem um longo histórico de queixas de saúde e consultas malsucedidas com vários médicos, e é por isso que muitas delas acabam recorrendo a uma dieta sem glúten e ao autodiagnostico de sensibilidade ao glúten.

## Sinais e sintomas
Os sintomas relatados de NCGS são semelhantes aos da doença celíaca, a maioria dos pacientes relata sintomas gastrointestinais e não gastrointestinais. Na apresentação "clássica" do NCGS, os sintomas gastrointestinais são semelhantes aos da síndrome do intestino irritável e também não são distinguíveis dos da alergia ao trigo, mas há um intervalo diferente entre a exposição ao trigo e o início dos sintomas. A alergia ao trigo tem início rápido (de minutos a horas) após o consumo de alimentos que contenham trigo e pode ser anafiláxica.

### Gastrointestinal
Os sintomas gastrointestinais podem incluir qualquer um dos seguintes: dor abdominal, distensão abdominal, anormalidades do hábito intestinal (diarreia ou constipação), náuseas, aerofagia, flatulência, doença do refluxo gastroesofágico e estomatite aftosa.

### Extraintestinal
NCGS pode causar uma ampla gama de sintomas extra-intestinais, que podem ser a única manifestação de NCGS na ausência de sintomas gastrointestinais. Isso inclui qualquer um dos seguintes: dor de cabeça, enxaqueca, "mente nebulosa", fadiga, fibromialgia, dores nas articulações e nos músculos, dormência nas pernas ou braços, formigamento nas extremidades, dermatite (eczema ou erupção cutânea), atópica distúrbios como asma, rinite, outras alergias, depressão, ansiedade, anemia por deficiência de ferro, deficiência de folato ou doenças auto-imunes .
O NCGS também está ligado a um amplo espectro de distúrbios neurológicos e psiquiátricos, incluindo ataxia, esquizofrenia, epilepsia, neuropatia periférica, encefalopatia, demência vascular, distúrbios alimentares, autismo, distúrbio de déficit de atenção e hiperatividade (TDAH), alucinações (chamadas de "psicose do glúten "), e vários distúrbios de movimento (síndrome das pernas inquietas, choreia, parkinsonismo, síndrome de Tourette, tremor palatal, mioclonia, distonia, síndrome opsoclonus mioclonia, paroxismos, discinesia, myorhythmia, Mioquimia).
Mais de 20% das pessoas com NCGS têm alergia mediada por IgE a um ou mais inalantes, alimentos ou metais, entre os quais os mais comuns são ácaros, gramináceas, parietárias, pelos de gato ou cachorro, crustáceos e níquel. Aproximadamente 35% dos pacientes sofrem outras intolerâncias alimentares, principalmente intolerância à lactose.

## Causas
A patogênese do NCGS ainda não é bem compreendida, mas a ativação do sistema imune inato, os efeitos citotóxicos diretos do glúten e provavelmente a citotoxicidade de outras moléculas de trigo estão implicadas. Além do glúten, outros componentes do trigo, centeio, cevada e seus derivados, incluindo os inibidores de amilasetripsina (ATIs) e FODMAPs, podem causar sintomas.

### Glúten
Foi hipotetizado que o glúten, como ocorre na doença celíaca, é a causa do NCGS. Além de sua capacidade de induzir respostas anormais do sistema imunológico, estudos in vitro em culturas de células mostraram que o glúten é citotóxico e causa danos intestinais diretos. O glúten e a gliadina promovem a apoptose celular (uma forma de morte celular programada) e reduzem a síntese de ácidos nucléicos (DNA e RNA) e proteínas, levando à redução da viabilidade das células. O glúten altera a morfologia e a motilidade celular, a organização do citoesqueleto, o equilíbrio oxidativo e o contato intercelular (proteínas de junção apertada).

### Outras proteínas
Algumas pessoas podem ter uma reação a outras proteínas (inibidores de α-amilase / tripsina [ATIs]) presentes em cereais contendo glúten que são capazes de inibir a amilase e a tripsina. Eles foram identificados como o possível ativador do sistema imunológico inato na doença celíaca e NCGS.
Os ATIs são parte da defesa natural da planta contra os insetos e podem causar inflamação intestinal mediada pelo receptor 4 do tipo toll (TLR4) em humanos. Essas atividades estimulantes de TLR4 de ATIs limitam-se a cereais que contêm glúten (trigo, centeio, cevada e derivados) e podem induzir imunidade inata em pessoas com doença celíaca ou NCGS. Os ATIs resistem à digestão proteolítica. Os ATIs representam cerca de 2% a 4% da proteína total do trigo moderno e estão presentes no glúten comercial.  Um estudo de 2017 em camundongos demonstrou que os ATIs exacerbam a inflamação preexistente e também podem piorá-la em locais extra-intestinais. Isso pode explicar porque há um aumento da inflamação em pessoas com doenças preexistentes após a ingestão de grãos contendo ATI.
O cultivo moderno do trigo, por meio da reprodução para alto teor de ATI, pode desempenhar um papel no início e no curso de doenças como a doença celíaca e a sensibilidade ao glúten. No entanto, foi questionado se há evidência empírica suficiente para apoiar essa afirmação, porque em 2018 não havia estudos que comparassem diretamente o trigo moderno com os cultivares antigos com baixo teor de ATI (como o trigo einkorn) em pessoas com NCGS.
A agglutinina do germe de trigo também é considerada um possível gatilho dos sintomas semelhantes ao NCGS.

### FODMAPs
FODMAPs (oligossacarídeos fermentáveis, dissacarídeos, monossacarídeos e polióis) que estão presentes em grãos contendo glúten (principalmente frutanos) foram identificados como uma possível causa de sintomas gastrointestinais em pessoas com NCGS, no lugar de, ou além de, glúten.
A quantidade de frutanos em cereais contendo glúten é relativamente pequena e seu papel tem sido controverso. No centeio, representam 3,6% a 6,6% da matéria seca, 0,7% a 2,9% no trigo e a cevada contém apenas vestígios. Eles são apenas pequenas fontes de FODMAPs quando consumidos nas quantidades padrão usuais na dieta diária. O trigo e o centeio podem constituir uma importante fonte de frutanos quando consumidos em grandes quantidades. Eles podem causar no máximo intolerância leve ao trigo, limitada a certos sintomas gastrointestinais, como inchaço, mas não justificam os sintomas extradigestivos do NCGS. Uma revisão de 2018 concluiu que, embora a intolerância ao frutano possa desempenhar um papel no NCGS, ela apenas explica alguns sintomas gastrointestinais, mas não os sintomas extradigestivos que as pessoas com NCGS podem desenvolver, como distúrbios neurológicos, fibromialgia, distúrbios psicológicos e dermatite. Os FODMAPs causam sintomas digestivos quando a pessoa é hipersensível à distensão luminal. Uma revisão de 2019 concluiu que frutos do trigo podem causar certos sintomas semelhantes ao IBS, como inchaço, mas são improváveis de causar ativação imunológica ou sintomas extra-digestivos. Muitas pessoas com NCGS relatam a resolução de seus sintomas depois de remover cereais que contêm glúten enquanto continuam a comer frutas e legumes com alto teor de FODMAPs.

## Diagnóstico
A ausência de biomarcadores confiávei e o fato de algumas pessoas não apresentarem sintomas digestivos dificultam o reconhecimento e o diagnóstico da sensibilidade ao glúten não celíaco (NCGS).
O diagnóstico geralmente é realizado apenas por critérios de exclusão. As recomendações de diagnóstico do NCGS foram estabelecidas por várias decisões por consenso. A exclusão da doença celíaca e da alergia ao trigo é importante porque essas duas condições também aparecem em pessoas que experimentam sintomas semelhantes aos do NCGS, que melhoram com a retirada do glúten e pioram após o consumo de glúten.
O início dos sintomas de NCGS pode demorar de horas a alguns dias após a ingestão de glúten, enquanto na doença celíaca pode levar de dias a semanas. A alergia ao trigo tem início rápido (de minutos a horas) após o consumo de alimentos que contenham trigo e pode levar à anafilaxia.
A existência de sintomas extra-intestinais relacionadas foi sugerida como uma característica do NCGS. Quando os sintomas são limitados a efeitos gastrointestinais, pode haver uma sobreposição com a alergia ao trigo, síndrome do intestino irritável (SII) e (menos provável) intolerância a FODMAPs.
Os critérios propostos para o diagnóstico de NCGS sugerem uma melhora dos sintomas gastrointestinais e sintomas extra-intestinais superiores a 30% com uma dieta sem glúten (GFD), avaliada por meio de uma escala de classificação, é necessária para fazer um diagnóstico clínico de NCGS. Para excluir um efeito placebo, um desafio de glúten duplo-cego controlado por placebo é uma ferramenta útil, embora seja caro e complicado para o uso clínico de rotina e, portanto, geralmente é realizado em estudos de pesquisa.
Essas sugestões foram incorporadas ao consenso de especialistas de Salerno sobre os critérios diagnósticos para NCGS. Estes recomendam a avaliação da resposta a um teste de 6 semanas de uma dieta sem glúten usando uma escala de classificação definida (Etapa 1), seguida por um desafio duplo-cego controlado por placebo de glúten (ou placebo) por uma semana de cada (Passo 2). Uma variação superior a 30% nos principais sintomas quando desafiados por glúten ou placebo é necessária para um resultado positivo. Outras pesquisas sobre possíveis biomarcadores também foram identificadas.

### Diagnóstico diferencial
Exames que avaliam a doença celíaca e a alergia ao trigo devem ser realizados antes que os pacientes retirem o glúten de sua dieta. É fundamental fazer uma distinção clara entre doença celíaca e NCGS.

#### Doença celíaca
O principal objetivo no diagnóstico de NCGS é excluir a doença celíaca. NCGS e doença celíaca não podem ser separados no diagnóstico porque muitos sintomas gastrointestinais e não gastrointestinais são semelhantes em ambas as doenças,
e há pessoas com doença celíaca com sorologia negativa (ausência de anticorpos específicos para doença celíaca em soro) ou sem atrofia das vilosidades. Não há teste capaz de eliminar o diagnóstico de doença celíaca, mas tal diagnóstico é improvável sem confirmar os haplótipos HLA-DQ2 e / ou HLA-DQ8.
A prevalência da doença celíaca não diagnosticada aumentou 4 vezes durante a última metade do século com a maioria dos casos permanecendo não reconhecidos, não diagnosticados e não tratados, deixando os celíacos com o risco de complicações a longo prazo. Algumas pessoas com NCGS podem de fato ter doença celíaca. Uma revisão sistemática de 2015 descobriu que 20% das pessoas com NCGS apresentando haplótipos HLA-DQ2 e/ou HLA-DQ8, sorologia negativa e histologia normal ou linfocitose duodenal tinham doença celíaca.
A presença de sintomas autoimunes em pessoas com NCGS sugere a possibilidade de doença celíaca não diagnosticada. As doenças autoimunes tipicamente associadas à doença celíaca são diabetes mellitus tipo 1, tireoidite, ataxia de glúten, psoríase, vitiligo, hepatite autoimune, dermatite herpetiforme, colangite esclerosante primária entre outras.
Para avaliar a possibilidade da pessoa ter doença celíaca, são necessárias sorologias específicas e biópsias duodenais enquanto a pessoa ainda faz dieta que inclui glúten.

##### Marcadores sorológicos
Os marcadores sorológicos de CD (IgA tecido transglutaminase [tTGA], IgA endomisial [EmA] e IgG desamidado gliadina peptídeo [DGP] anticorpos) são sempre negativos naqueles com NCGS;  além dos níveis de autoanticorpos IgA específicos, é necessário determinar os níveis de IgA total. Os tTGA devem ser verificados quanto à deficiência seletiva de IgA, que pode estar associada à doença celíaca e ocorre em até 1 em 40 pacientes celíacos.
No entanto, a ausência de marcadores sorológicos certamente não exclui a doença celíaca. Em pessoas com doença celíaca antes do diagnóstico (em uma dieta contendo glúten), os marcadores sorológicos da doença celíaca nem sempre estão presentes. À medida que aumenta a idade do diagnóstico, esses títulos de anticorpos diminuem e podem ser baixos ou mesmo negativos em crianças mais velhas e adultos. A ausência de anticorpos específicos para a doença celíaca é mais comum em pacientes sem atrofia vilosa que apresentam apenas linfocitose duodenal (lesões de Marsh 1) e que respondem a uma dieta sem glúten com melhora histológica e sintomática.

##### Biópsias duodenais
De acordo com os critérios diagnósticos estabelecidos pelas decisões de consenso (2011 e 2013), é necessário realizar biópsias duodenais para excluir doença celíaca em pessoas sintomáticas com anticorpos específicos para doença celíaca negativos. Devido à irregularidade das lesões da doença celíaca, quatro ou mais biópsias são retiradas da segunda e terceira partes do duodeno, e pelo menos uma do bulbo duodenal. Mesmo nos mesmos fragmentos de biópsia, podem existir diferentes graus de patologia.
Biópsias duodenais em pessoas com NCGS são sempre quase normais – um parâmetro essencial para o diagnóstico de NCGS,  embora seja geralmente aceito que um subgrupo de pessoas com NGCS pode ter um número aumentado de linfócitos intraepiteliais duodenais (IELs) (≥25 / 100 enterócitos), que representam lesões de Marsh I. No entanto, Marsh I é considerado compatível com doença celíaca  e a causa mais frequente desses achados, especialmente em pessoas positivas para os haplótipos HLA DQ2 e / ou DQ8, é a doença celíaca, com uma prevalência de 16 -43%.
Em pessoas com linfocitose duodenal – seguindo as orientações da Sociedade Europeia de Gastroenterologia Pediátrica, Hepatologia e Nutrição (ESPGHAN) – uma alta contagem de células da doença celíaca (ou razão CD/CD3) na avaliação imunohistoquímica de biópsias, ou a presença de IgA anti- Depósitos intestinais de TG2 e/ou antiendomísio  podem ser marcadores específicos para doença celíaca. Catassi e Fasano propuseram em 2010 que em pacientes sem anticorpos para a doença celíaca, seja a infiltração linfocítica associada a depósitos subepiteliais de IgA ou uma resposta histológica a uma dieta sem glúten, poderia apoiar um diagnóstico de doença celíaca.

#### Alergia ao trigo
A apresentação clínica pode ser suficiente na maioria dos casos para distinguir uma alergia ao trigo de outras entidades. É excluída quando há níveis normais de anticorpos IgE séricos para proteínas do glúten e frações do trigo, e nenhuma reação cutânea aos testes de picada para alergia ao trigo. No entanto, esses testes nem sempre são totalmente confiáveis.
Se uma reação alérgica não puder ser claramente identificada, o diagnóstico deve ser confirmado por testes de provocação alimentar, idealmente realizados de forma duplo-cega e controlada por placebo. Reações alérgicas tardias podem ocorrer com esses tipos de testes, que devem ser negativos com o tempo, mas não há consenso internacional sobre o diagnóstico de sintomas atrasados relacionados ao trigo/alimentos. Normalmente, as reações que aparecem entre duas horas e cinco dias após a provocação oral são consideradas retardadas. O desafio da mucosa seguido de endomicroscopia confocal é uma técnica diagnóstica complementar, mas essa tecnologia ainda não está geralmente disponível e permanece experimental.

### Outros testes
A avaliação da presença de anticorpos antigliadina (AGA) pode ser um teste diagnóstico complementar útil. Até 50% dos pacientes com NCGS podem ter anticorpos AGA IgG elevados, mas raramente anticorpos AGA IgA (apenas 7% dos casos). Nestes pacientes, ao contrário daqueles com doença celíaca, o IgG AGA se tornou indetectável dentro de 6 meses de uso de uma dieta sem glúten.

### Pessoas que já seguem uma dieta sem glúten
Muitas pessoas retiram o glúten da dieta após uma longa história de problemas de saúde e consultas malsucedidas com vários médicos, que simplesmente consideram que sofrem de síndrome do intestino irritável, ou mesmo antes de procurar atendimento médico. Esse fato pode diminuir os títulos dos marcadores sorológicos da DC e atenuar as alterações inflamatórias encontradas nas biópsias duodenais. Nesses casos, os pacientes devem ser testados para a presença de marcadores genéticos HLA-DQ2/DQ8 porque um resultado negativo de HLA-DQ2 e HLA-DQ8 tem um alto valor preditivo negativo para doença celíaca. Se esses marcadores forem positivos, é aconselhável realizar um teste de glúten sob supervisão médica, seguido por sorologia e biópsias duodenais. No entanto, os protocolos de desafio de glúten têm limitações significativas, porque uma recidiva sintomática geralmente precede o início de uma recidiva sorológica e histológica e, portanto, torna-se inaceitável para muitos pacientes. O desafio de glúten também é desencorajado antes dos 5 anos de idade e durante o crescimento puberal.
Ainda não está claro qual ingestão diária de glúten é adequada e quanto tempo o desafio de glúten deve durar. Alguns protocolos recomendam comer no máximo 10 g de glúten por dia durante 6 semanas. No entanto, estudos recentes mostraram que um desafio de 2 semanas de 3 g de glúten por dia pode induzir anormalidades histológicas e sorológicas na maioria dos adultos com doença celíaca comprovada. Este novo protocolo proposto mostrou maior tolerabilidade e conformidade. Foi calculado que sua aplicação na prática gastrointestinal de cuidados secundários identificaria doença celíaca em 7% dos pacientes encaminhados por suspeita de NCGS, enquanto os 93% restantes seriam confirmados como NCGS;  isso ainda não é universalmente adotado.
Para pessoas em uma dieta sem glúten que são incapazes de realizar um teste de glúten oral, uma alternativa para identificar uma possível doença celíaca é um desafio de gliadina in vitro de biópsias do intestino delgado; este teste está disponível apenas em centros de cuidados terciários especializados selecionados.

## Tratamento
Após a exclusão da doença celíaca e da alergia ao trigo, a etapa subsequente para o diagnóstico e tratamento de NCGS é iniciar uma dieta estrita sem glúten (GFD) para avaliar se os sintomas melhoram ou remitem completamente. Isso pode ocorrer dentro de dias a semanas após o início de uma GFD, mas a melhora também pode ser devido a uma resposta não específica ao placebo. A recuperação do sistema nervoso é lenta e às vezes incompleta.
As recomendações podem ser semelhantes às da doença celíaca, para que a dieta seja rigorosa e mantida, sem transgressões. O grau de contaminação cruzada com glúten tolerado por pessoas com NCGS não é claro, mas há algumas evidências de que eles podem apresentar sintomas mesmo após o consumo de pequenas quantidades. Contaminações acidentais esporádicas com glúten podem reativar distúrbios do movimento. Uma parte das pessoas com neuropatia ou ataxia relacionada ao glúten parece não ser capaz de tolerar nem mesmo os vestígios de glúten permitidos na maioria dos alimentos rotulados como "sem glúten".
Considerando que a doença celíaca requer a adesão a uma dieta estritamente sem glúten para toda a vida, ainda não se sabe se o NCGS é uma condição permanente ou transitória. Os resultados de um estudo de 2017 sugerem que o NCGS pode ser um transtorno crônico, como é o caso da doença celíaca. Um ensaio de reintrodução de glúten para observar qualquer reação após 1–2 anos de dieta estrita sem glúten pode ser realizado.
Uma dieta estritamente sem glúten é eficaz na maioria dos distúrbios neurológicos associados ao NCGS, melhorando ou mesmo resolvendo os sintomas. Deve ser iniciado o mais rápido possível para melhorar o prognóstico.  A morte de neurônios no cerebelo na ataxia é o resultado da exposição ao glúten e é irreversível. O tratamento precoce com uma dieta rigorosa sem glúten pode melhorar os sintomas de ataxia e prevenir sua progressão. Quando a demência progride para um grau avançado, a dieta não tem efeito benéfico. A mioclonia cortical parece ser resistente ao tratamento tanto na dieta sem glúten quanto na imunossupressão.

### Sintomas persistentes
Aproximadamente um terço dos presumíveis pacientes com NCGS continuam a ter sintomas, apesar da retirada do glúten. Além de um possível erro de diagnóstico, existem várias explicações possíveis.
Um dos motivos é a baixa adesão à retirada do glúten, seja voluntária e/ou involuntária. Pode haver ingestão de glúten, na forma de contaminação cruzada ou alimentos contendo fontes ocultas. Em alguns casos, a melhora dos sintomas gastrointestinais com uma dieta sem glúten é apenas parcial, e esses pacientes podem melhorar significativamente com a adição de uma dieta pobre em FODMAP.
Um subgrupo pode não melhorar ao comer produtos sem glúten comercialmente disponíveis, pois estes podem ser ricos em conservantes e aditivos como sulfitos, glutamatos, nitratos e benzoatos, que também podem ter um papel no desencadeamento de sintomas gastrointestinais funcionais. Além disso, as pessoas com NCGS podem frequentemente apresentar alergias mediadas por IgE a um ou mais alimentos. Estima-se que cerca de 35% sofrem outras intolerâncias alimentares, principalmente intolerância à lactose.

## História
O assunto "intolerância alimentar", incluindo sensibilidade ao glúten e dietas de eliminação, foi discutido em 1976.
Pacientes com sintomas incluindo dor abdominal e diarreia, que melhoraram com a abstinência do glúten, e que não tinham doença celíaca foram descritos inicialmente em 1976 e 1978 com a primeira série em 1980. O debate sobre a existência de uma condição específica continuou desde então, mas as três conferências de consenso realizadas desde 2010 produziram definições consistentes de NCGS e seus critérios diagnósticos.

## Sociedade e cultura
NCGS tem sido um tópico de interesse popular. O glúten foi nomeado "o novo vilão da dieta". A dieta sem glúten se tornou popular nos Estados Unidos e em outros países. Os médicos em todo o mundo têm sido desafiados por um número crescente de pessoas que não têm doença celíaca nem alergia ao trigo, com sintomas digestivos ou extra-digestivos que melhoram após a remoção do trigo/glúten da dieta. Muitas dessas pessoas iniciaram uma dieta sem glúten por conta própria, sem terem sido avaliadas previamente. Outro motivo que contribuiu para essa tendência foi a publicação de vários livros que demonizam o glúten e apontam para ele como a causa do diabetes tipo 2, ganho de peso e obesidade, e uma ampla lista de condições que vão desde depressão e ansiedade até artrite e autismo. O livro que teve o maior impacto é Grain Brain: The Surprising Truth about Wheat, Carbs, and Sugar - Your Brain's Silent Killers, do neurologista americano David Perlmutter, publicado em setembro de 2013.  Outro livro de grande impacto é Barriga de trigo: Perca o trigo, perca o peso e encontre seu caminho de volta à saúde, do cardiologista William Davis.  A dieta sem glúten tem sido defendida e seguida por muitas celebridades para perder peso, como Miley Cyrus e Gwyneth Paltrow, e alguns atletas de elite para melhorar o desempenho.
As estimativas sugerem que, em 2014, 30% das pessoas nos EUA e na Austrália consumiam alimentos sem glúten, com estimativas de que até 2016 cerca de 100 milhões de americanos consumiriam produtos sem glúten. Dados de uma pesquisa da Nielsen de 2015 com 30.000 adultos em 60 países ao redor do mundo mostraram que 21% das pessoas preferem comprar alimentos sem glúten, com maior interesse entre as gerações mais jovens. Outra escola de pensamento sugere que muitas pessoas podem estar evitando desnecessariamente o glúten quando não precisam.
O debate em torno do NCGS como uma condição clínica genuína pode ser intensificado porque muitas vezes os pacientes são autodiagnosticados ou o diagnóstico é feito por profissionais de saúde alternativos. Muitas pessoas que estão fazendo uma dieta sem glúten não excluíram previamente a doença celíaca ou, quando são totalmente avaliadas, outros diagnósticos alternativos podem ser encontrados, como intolerância à frutose ou crescimento excessivo de bactérias no intestino delgado, ou uma melhor resposta a uma dieta pobre em FODMAP obtido.

## Pesquisa
Existem muitas questões em aberto sobre a sensibilidade ao glúten, enfatizado em uma revisão que "ainda não está esclarecido se este distúrbio é permanente ou transitório e se está relacionado à autoimunidade". Ainda não foi estabelecido se as respostas imunes inatas ou adaptativas estão envolvidas no NCGS, nem se a condição se relaciona especificamente ao glúten ou, melhor, a outros componentes de grãos.
Estudos indicam que o AGA IgG é alto em pouco mais da metade dos pacientes com NCGS e que, ao contrário dos pacientes com doença celíaca, o AGA IgG diminui fortemente ao longo de 6 meses de dieta sem glúten; AGA IgA é geralmente baixo ou ausente em pacientes com NCGS.
A necessidade de desenvolver biomarcadores para NCGS é frequentemente enfatizada; por exemplo, uma revisão indicou: "Há uma necessidade desesperada de biomarcadores confiáveis... que incluam achados clínicos, bioquímicos e histopatológicos que apoiem o diagnóstico de NCGS."
A pesquisa também tentou discernir, por meio de testes duplo-cegos controlados por placebo, entre um "componente da moda" para a popularidade recente da dieta sem glúten e uma sensibilidade real ao glúten ou outros componentes do trigo. Em um desafio duplo-cego controlado por placebo (DBPC) de 2013 por Biesiekierski et al. em algumas pessoas com IBS, os autores não encontraram nenhuma diferença entre os grupos de glúten ou placebo e o conceito de NCGS como uma síndrome foi questionado. No entanto, este estudo teve erros de projeto e uma seleção incorreta de participantes, e provavelmente a reintrodução do glúten e da proteína do soro do leite teve um efeito nocebo semelhante em todas as pessoas, e isso poderia ter mascarado o verdadeiro efeito da reintrodução do glúten/trigo. Em um estudo duplo-cego cruzado com placebo em 2015, pequenas quantidades de glúten de trigo purificado desencadearam sintomas gastrointestinais (como inchaço e dor abdominal) e manifestações extra-intestinais (como mente nebulosa, depressão e estomatite aftosa) no NCGS auto-relatado. No entanto, ainda não se sabe se essas descobertas implicam especificamente o glúten ou as proteínas presentes em cereais que contêm glúten. Em um estudo duplo-cego e cruzado de 2018 em 59 pessoas em uma dieta sem glúten com desafios de glúten, frutanos ou placebo, os sintomas intestinais (especificamente inchaço) foram limítrofes significativamente maiores após o desafio com frutanos, em comparação com proteínas do glúten (P = 0.049). Embora as diferenças entre as três intervenções fossem muito pequenas, os autores concluíram que os frutanos (o tipo específico de FODMAP encontrado no trigo) são mais prováveis de serem a causa dos sintomas gastrointestinais do NCGS, ao invés do glúten. Além disso, os frutanos usados no estudo foram extraídos da raiz de chicória, então resta saber se os frutanos de trigo produzem o mesmo efeito.